# Фролов, Константин Николаевич
Константин Николаевич Фролов (24 мая 1974, Ногинск, Московская область — 11 июня 2018) — российский хоккеист, нападающий, тренер. Мастер спорта России, Мастер спорта Белоруссии.

## Биография
Воспитанник «Кристалла» Электросталь, тренер Равиль Исхаков. В сезоне 1991/92 дебютировал за команду в первой лиге. Военную службу проходил в Белоруссии, играл в это время за «Неман» Гродно (1992/93 — 1993/94) и «Тивали» Минск (1994/95). Выступал за молодёжную сборную Белоруссии, привлекался в национальную сборную. Вернувшись в Россию, играл за «Кристалл»/«Элемаш» (1995/96 — 2004/05), «Крылья Советов» (1999/2000), «Химик» Воскресенск (2003/04).
Окончил Московский государственный индустриальный университет (2008), Рязанский государственный университет имени С. А. Есенина.
Тренер (2005/06 — 2006/07), главный тренер (18 — 30 октября 2006, 2007/08) «Кристалла». Тренер команды ВХЛ «Рязань» (2010/11, 2013/14 — 10 февраля 2015), команды МХЛ-Б «Молния» Рязань (2012/13). Исполняющий обязанности главного тренера команды МХЛ-Б «Драгуны» Можайск. Тренер команды МХЛ «Атланты» Мытищи (2016/17, с 4 октября). В следующем сезона — главный тренер команд U16, U18 «Атланта».
Скоропостижно скончался в ночь с 10 на 11 июня 2018 года в возрасте 44 лет.